# تیری در تاریکی
تیری در تاریکی (به انگلیسی: A Shot in the Dark) فیلمی کمدی، محصول سال ۱۹۶۴ و به کارگردانی بلیک ادواردز است. این فیلم دومین فیلم از سری پلنگ صورتی و در ادامه پلنگ صورتی ساخته شده‌است و در آن پیتر سلرز نقش بازرس کلوزو را بازی می‌کند. هنرپیشه نقش اول زن در این فیلم الکه زومر است.

## داستان فیلم
در یک خانه ییلاقی در فرانسه، راننده اسپانیایی یک بارون میلیونر به قتل می‌رسد و بازرس کلوزو (پیتر سلرز) برای تحقیقات به آن جا می‌آید. همه شواهد جاکی از آن است که خدمتکار ایتالیایی خانه با نام ماریا گامبرلی (الک سامر)، که با راننده در رابطه بوده، او را کشته‌است، اما کلوزو که یک دل نه صد دل عاشق ماریا شده‌است از پذیرفتن این حکم سر باز می‌زند و سعی می‌کند به تحقیقاتش در جهت یافتن قاتل واقعی ادامه دهد.
در این میان سه قتل تازه رخ می‌دهند. هر بار انگشت اتهام به سوی ماریا نشانه می‌رود و او دستگیر می‌شود، اما، پس از هر دستگیری با دخالت کلوزو آزاد می‌شود. در نهایت کلوزو و وماریا برای گذراندن یک شب با هم‌راهی رستوران و کاباره‌هایی در شهر می‌شوند. یک چهره ناشناس که این دو را تعقیب می‌کند سعی دارد بازرس را بکشد، اما، هر بار تصادفاً فرد دیگری کشته می‌شود. کلوزو شواهد را جمع‌آوری می‌کند و معلوم می‌شود که بارون، همسر بارون، راننده بارون و یکی از خدمتکاران هر یک مرتکب یکی از قتل‌های قبلی شده‌اند. راز قتل‌ها که برملا می‌شود این چهار نفر سوار بر خودرو کلوزو می‌شوند تا از خانه ییلاقی بارون فرار کنند. رئیس کلوزو که از دست کارهای او به سر حد جنون رسیده پیشتر بمبی را در خودرو بازرس جاسازی کرده بود. بمب منفجر می‌شود و چهار قاتل کشته می‌شوند.